# Aphaenogaster cockerelli
Aphaenogaster cockerelli é uma espécie de inseto do gênero Aphaenogaster, pertencente à família Formicidae.